# Gambut Mutiara
Gambut Mutiara is een bestuurslaag in het regentschap Pelalawan van de provincie Riau, Indonesië. Gambut Mutiara telt 1430 inwoners (volkstelling 2010).